# بریستول-مایرز اسکوئیب
بریستول-مایرز اسکوئیب (به انگلیسی: Bristol-Myers Squibb) شرکت داروسازی چندملیتی آمریکایی است، که در زمینه تولید و پخش انواع داروهای درمان سرطان، ایدز، هپاتیت و دیابت، داروهای قلبی و عروقی، اختلالات روانی و نیز داروهای درمان روماتیسم، فعالیت می‌کند. این شرکت در سال ۲۰۱۸ درآمدی بالغ بر ۲۲ میلیارد دلار کسب نمود و در فهرست فرچون ۵۰۰، رتبه ۱۴۸ از بزرگترین شرکت‌های آمریکا را به خود اختصاص داد. شرکت بریستول-مایرز اسکوئیب هم‌اکنون به‌عنوان یکی از ۱۰ تولیدکننده بزرگ دارو در جهان شناخته می‌شود.

## تاریخچه
ریشه‌های تأسیس این شرکت به سال ۱۸۵۸ و راه‌اندازی اسکوئیب کورپوریشن توسط ادوارد رابینسون اسکوئیب در بروکلین، نیویورک بازمی‌گردد. شاخه دیگر این شرکت نیز در سال ۱۸۸۷ تحت عنوان بریستول-مایرز، توسط ویلیام مک‌لارن بریستول و جان ریپلی مایرز تأسیس گردید. شکل کنونی این شرکت در سال ۱۹۸۹ از ادغام بریستول-مایرز و اسکوئیب کورپوریشن شکل گرفت.

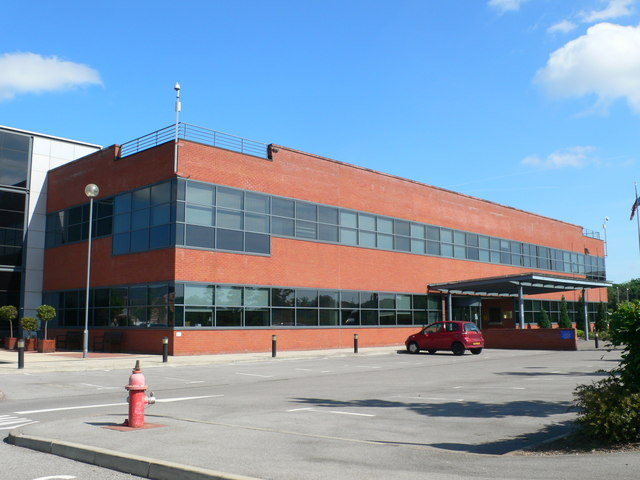
ساختمان اداری بریستول-مایرز اسکوئیب، در شهر چستر

دفتر مرکزی بریستول-مایرز اسکوئیب در ساختمان پارک خیابان ۳۴۵، شهر نیویورک قرار دارد و کارخانجات تولیدی و مراکز تحقیق و توسعه آن در ایالت‌های کالیفرنیا، نیوجرسی، ماساچوست و کنتیکت، همچنین در ژاپن، بلژیک و هند مستقر می‌باشند. بخشی از سهام این شرکت در بازار بورس نیویورک معامله می‌شود و جزئی از شاخص اس اند پی ۵۰۰ به‌شمار می‌آید. شرکت بریستول-مایرز اسکوئیب در فهرست فوربز جهانی ۲۰۰۰ از بزرگترین شرکت‌های عمومی جهان جای دارد.

## بریستول-مایرز

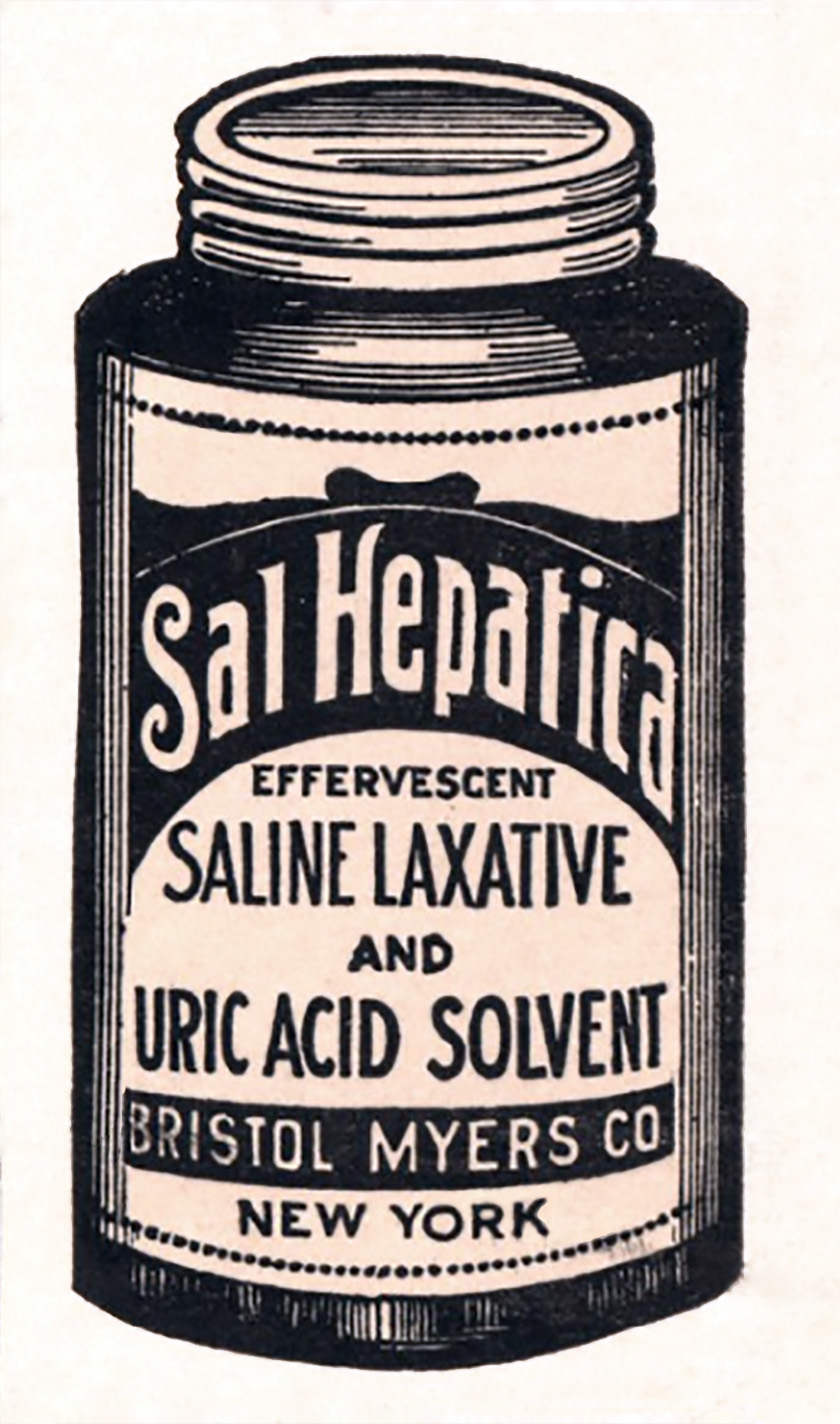
سال هپاتیکا (۱۹۰۹ میلادی)

در سال ۱۸۸۷ میلادی، فارغ‌التحصیلان کالج همیلتون، ویلیام مک‌لارن بریستول (William McLaren Bristol) و جان ریپلی مایرز (John Ripley Myers)، شرکت داروسازی کلینتون را در کلینتون، نیویورک خریداری کردند. در ماه مه ۱۸۹۸ میلادی، آنها تصمیم گرفتند نام آن را به بریستول، مایرز و شرکت (Bristol, Myers and Company) تغییر دهند. پس از مرگ مایرز در سال ۱۸۹۹ میلادی، بریستول نام خود را به بریستول-مایرز کورپوریشن (Bristol-Myers Corporation) تغییر داد. در طول دهۀ ۱۸۹۰ میلادی، این شرکت اولین محصول ملی به رسمیت شناخته شدۀ خود را به نام سال هپاتیکا (Sal Hepatica) [نمک معدنی ملین]، و به دنبال آن خمیر دندان ایپانا (Ipana) را در سال ۱۹۰۱ میلادی معرفی کرد. بخش‌های دیگر شامل: محصولات مراقبت‌های شخصی مانند کلرول (Clairol) (رنگ مو و مراقبت از مو) و محصولات خانگی مانند دراکت (Drackett) [(پاک‌کنندۀ سطوح ویندکس (Windex) و جرم‌گیر درانو (Drano)] بودند.
در سال ۱۹۴۳ میلادی، بریستول-مایرز، آزمایشگاه‌های بیولوژیکی چپلین (Cheplin) را که تولیدکنندۀ شیر اسیدوفیلوس (Acidophilus Milk) در سیراکیوز شرقی، نیویورک بود، خریداری کرد، و کارخانه را به تولید پنی‌سیلین برای نیروهای متفقین جنگ جهانی دوم تبدیل کرد. پس از جنگ، این شرکت در سال ۱۹۴۵ میلادی کارخانه را به آزمایشگاه‌های بریستول (Bristol Laboratories) تغییر نام داد و وارد بازار آنتی‌بیوتیک‌های غیرنظامی شد، جایی که با رقابت اسکوئیب (Squibb) مواجه شد. تولید پنی‌سیلین در کارخانه سیراکیوز شرقی در سال ۲۰۰۵ میلادی پایان یافت، زمانی که تولید آن در خارج از کشور ارزان شد. از سال ۲۰۱۰ میلادی، این مرکز برای توسعۀ فرآیند ساخت و تولید داروهای بیولوژیکی دیگر برای آزمایش‌های بالینی و استفاده تجاری مورد استفاده قرار گرفت.

## ایران
در ایران، اسکوئیب در سال ۱۳۳۹ شرکتی را با نام اسکوئیپ و تحت مالکیت خود راه‌اندازی کرد. پس از وقوع انقلاب ۱۳۵۷، در جریان مصادرهٔ اموال و دارایی‌های ابتدای انقلاب، به علت بین‌المللی بودن، این کارخانه مشمول مصادره شد و نام آن نیز به «شرکت داروسازی جابر ابن حیان» تغییر یافت.